# Alec Douglas-Home

Vapensköld för den 14:e earlen av Home fram till 1963

Alexander Frederick (Alec) Douglas-Home, Baron Home av the Hirsel, född 2 juli 1903 i Mayfair, London, död 9 oktober 1995 i Coldstream, Scottish Borders, var en brittisk politiker inom Konservativa partiet och Storbritanniens premiärminister 1963–1964. Han var utrikesminister 1960–1963 och 1970–1974. Han var den siste premiärministern som innehade ämbetet samtidigt som han var medlem av överhuset, innan han avsade sig sin pärsvärdighet och tog en plats i underhuset för återstoden av sin premiärministerperiod. Hans rykte vilar dock mer på hans två perioder som utrikesminister än på hans korta tid som premiärminister.
Inom sex år efter att han först kommit in i underhuset 1931 blev Douglas-Home (som då kallades Lord Dunglass) en parlamentarisk medhjälpare till Neville Chamberlain, och bevittnade med egna ögon Chamberlains ansträngningar som premiärminister för att bevara freden genom eftergifter under de två åren före andra världskrigets utbrott. År 1940 fick Douglas-Home diagnosen spinal tuberkulos och var sängliggande i två år. I slutet av kriget hade han återhämtat sig tillräckligt för att återuppta sin politiska karriär, men han förlorade sin plats i valet 1945. Han återfick den 1950, men året därpå lämnade han underhuset då han vid sin fars död ärvde earldömet Home och därmed blev medlem av överhuset. Under Winston Churchills, Anthony Edens och Harold Macmillans tid som premiärminister utsågs han till en rad allt högre poster, bland annat som ledare för överhuset och utrikesminister. På den senare posten, som han innehade från 1960 till 1963, stödde han USA:s beslutsamhet i Kubakrisen och i augusti 1963 undertecknade han det partiella provstoppsavtalet.
I oktober 1963 blev Macmillan sjuk och avgick som premiärminister. Home valdes till hans efterträdare. På 1960-talet hade det allmänt ansetts oacceptabelt för en premiärminister att sitta i överhuset. Home avsade sig sitt earlskap och kandiderade framgångsrikt till underhuset. Sättet han utnämndes på var kontroversiellt, och två av Macmillans ministrar vägrade att tillträda sina ämbeten under honom. Han kritiserades av Labourpartiet för att vara en aristokrat som inte hade någon kontakt med vanliga familjers problem, och han framstod som hård i TV-intervjuer, i motsats till Labourledaren Harold Wilson. Det konservativa partiet, som suttit vid makten sedan 1951, hade förlorat sitt anseende till följd av Profumoaffären, en sexskandal 1963 där en försvarsminister var inblandad, och när Home utsågs till premiärminister verkade det vara på väg mot ett tungt valnederlag. Homes tid som premiärminister var den näst kortaste under 1900-talet och varade i två dagar mindre än ett år. En av de lagar som antogs under hans regering var avskaffandet av prisbindningen, vilket sänkte kostnaderna för konsumenten i strid med de intressen som producenter av livsmedel och andra varor hade.
Efter ett knappt nederlag i valet 1964 avgick Douglas-Home som partiledare, efter att ha infört en ny och mindre hemlighetsfull metod för att välja partiledare. Från 1970 till 1974 var han i Edward Heaths kabinett som utrikesminister vid Foreign and Commonwealth Office. Detta var en utvidgad version av posten som utrikesminister, som han hade innehaft tidigare. Efter nederlaget för Heath-regeringen 1974 återvände han till överhuset som Life peer med titeln Baron Home of the Hirsel of Coldstream, och drog sig tillbaka från politikens frontlinje.
Alec Douglas-Home var bror till dramatikern William Douglas-Home.

## Barn- och ungdomsår
Douglas-Home föddes den 2 juli 1903 i Mayfair, London, som det första av sju barn till Lord Dunglass (den äldste sonen till den 12:e earlen av Home) och hans fru, Lady Lilian Lambton (dotter till den 4:e earlen av Durham). Pojkens förnamn förkortades vanligtvis till "Alec". Bland parets yngre barn fanns dramatikern William Douglas-Home.

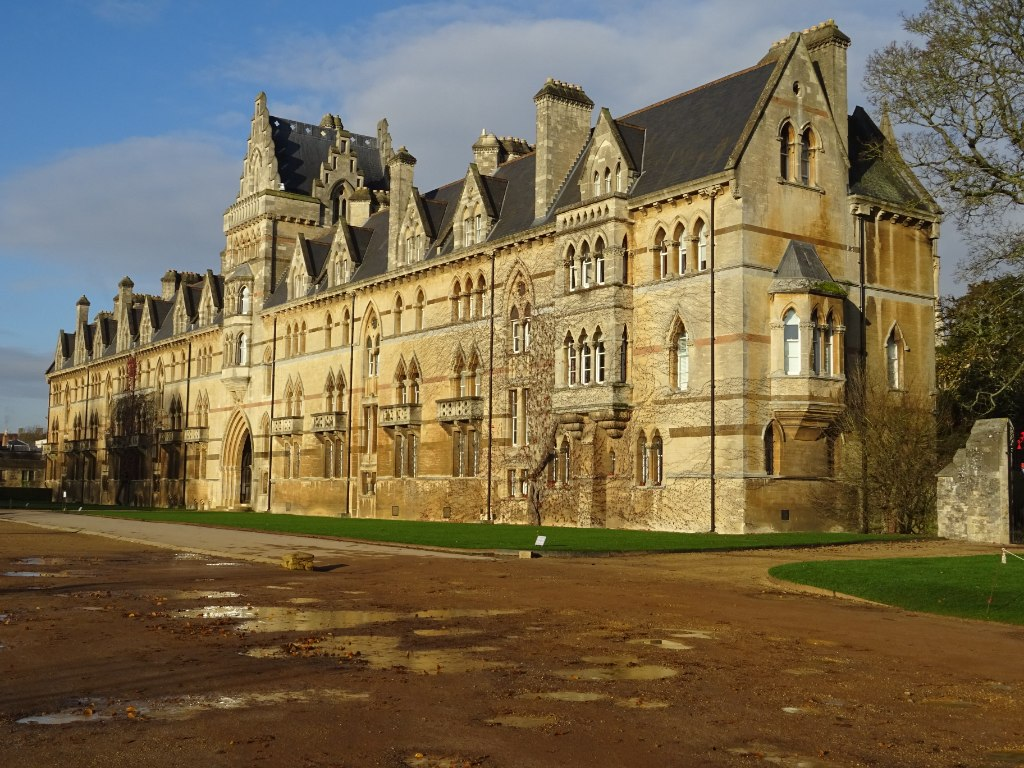
Christ Church i Oxford

År 1918 dog den 12:e earlen av Home. Dunglass efterträdde honom som earl, och Dunglass-titeln gick över till hans son Alec Douglas-Home, som titulerades Lord Dunglass fram till 1951.  Den unge Lord Dunglass utbildades vid Ludgrove School, följt av Eton College. På Eton var han samtida med Cyril Connolly, som senare beskrev honom som:
En anhängare av den esoteriska Eton-religionen, den sortens graciösa, toleranta, sömniga gosse som överöses med ynnestbevis och kröns med alla lagrar, som är omtyckt av mästarna och beundrad av pojkarna utan någon synbar ansträngning från hans sida, utan att själv uppleva framgångens skadeverkningar eller väcka avundsjuka hos andra. På 1700-talet skulle han ha blivit premiärminister innan han fyllt 30 år. Som det nu var, föreföll han hedersamt olämplig för livets kamp.
Efter Eton begav sig Dunglass till Christ Church, Oxford, där han tog examen med en tredje klassens kandidatexamen i modern historia 1925.
Dunglass var en begåvad idrottsman. Förutom att representera Eton i bollsporter, var han en duktig cricketspelare på skol-, klubb- och länsnivå, och var unik bland brittiska premiärministrar genom att ha spelat förstklassig cricket. Tränad av George Hirst, blev han "en användbar medlem av Eton XI", som inkluderade Percy Lawrie och Gubby Allen. Cricket-tidskriften Wisden observerade: "I den regndrabbade Eton-Harrow-matchen 1922 fick han 66 poäng, trots att han hindrades av en mättad utespelare, och tog sedan 4 för 37 med sina medelsnabba out-swingers". På högsta nivå representerade han Oxford University Cricket Club, Middlesex County Cricket Club och Marylebone Cricket Club (MCC). Mellan 1924 och 1927 spelade han tio A-lagsmatcher och gjorde 147 runs med ett snitt på 16,33 med en bästa poäng på 37. Som bowlare tog han 12 wickets med ett snitt på 30,25 med ett bäst på 3 för 43. Tre av hans A-lagsmatcher var landskamper mot Argentina på MCC:s "representativa" turné i Sydamerika 1926-27.
Dunglass började tjänstgöra i territorialarmén 1924 som löjtnant i Lanarkshire Yeomanry och befordrades till kapten 1928.

## Parlamentsledamot (1931-1937)

### Invald
Titeln Lord Dunglass medförde inte medlemskap i överhuset, och Dunglass hade rätt att kandidera till underhuset. Till skillnad från många aristokratiska familjer hade familjen Douglas-Homes inte mycket erfarenhet av politisk tjänst. Unikt i familjen var att den 11:e earlen, Dunglass farfarsfar, hade innehaft en statlig befattning som undersekreterare vid utrikesdepartementet i Wellingtons regering 1828–1830. Dunglass far kandiderade, motvilligt och utan framgång, till parlamentet innan han blev earl.

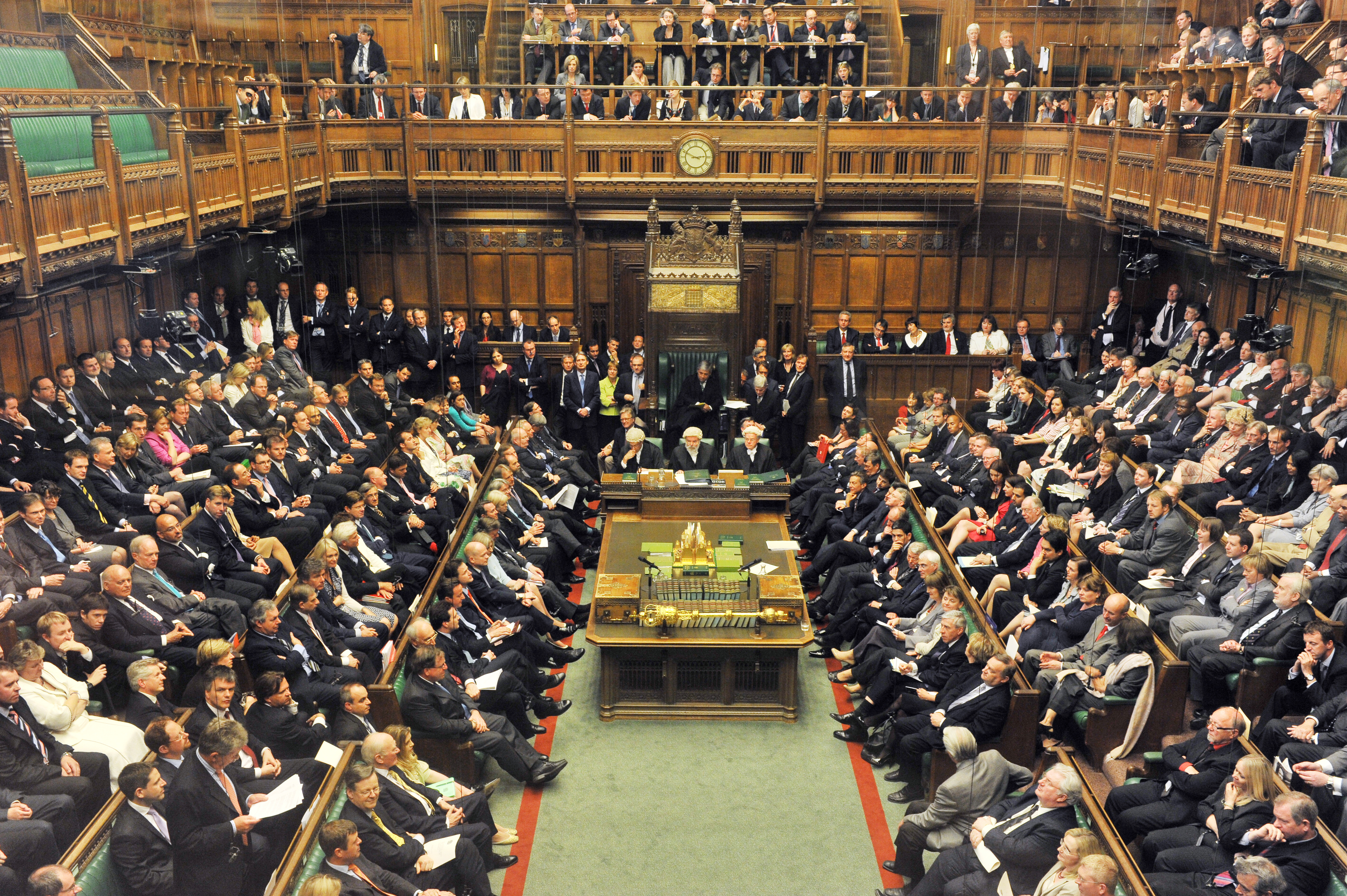
Underhuset, The House of Commons

Dunglass hade inte visat något större intresse för politik under sin tid på Eton eller Oxford. Han hade inte gått med i debattklubben Oxford Union som blivande politiker brukade göra. Som arvtagare till familjens egendomar var han dock tveksam till utsikterna till ett liv som gentleman på landet: "Jag var alltid ganska missnöjd med den här rollen och kände att den inte skulle räcka." Hans levnadstecknare David Dutton tror att Dunglass blev intresserad av politik på grund av den utbredda arbetslösheten och fattigdomen i de skotska lågländerna där hans familj bodde. Senare i sin karriär, när han hade blivit premiärminister, skrev Dunglass (då Sir Alec Douglas-Home) i en promemoria: "Jag gav mig in i politiken för att jag kände att det var en form av offentlig tjänst och att eftersom nästan en generation politiker hade huggits ner i det första kriget borde de som hade något att ge i form av ledarskap göra det". Hans politiska tänkande var influerat av Noel Skelton, en medlem av Unionistpartiet (som de konservativa kallades i Skottland mellan 1912 och 1965). Skelton förespråkade "en egendomsägande demokrati", baserad på aktieoptioner för arbetare och industriell demokrati. Dunglass lät sig inte övertygas av det socialistiska idealet om offentligt ägande. Han delade Skeltons uppfattning att "det som alla äger är det ingen som äger".
Med Skeltons stöd säkrade Dunglass unionisternas kandidatur i Coatbridge inför valet 1929. Det var inte ett mandat som unionisterna förväntade sig att vinna, och han förlorade mot sin motståndare i Labour med 9 210 röster mot Labours 16 879. Det var emellertid en värdefull erfarenhet för Dunglass, som hade ett milt och ostridslystet sinnelag och inte var en naturlig talare. Han började lära sig hur man handskas med fientliga åhörare och fick fram sitt budskap. När en koalitionsregering, "National Government", bildades 1931 för att hantera en finansiell kris, antogs Dunglass som den koalitionsvänliga unionistkandidaten för Lanark. Väljarkåren i området var blandad och valkretsen sågs inte som en säker plats för något parti. Vid valet 1929 hade Labour erövrat det från unionisterna. Men eftersom det koalitionsvänliga liberala partiet stödde honom i stället för att ställa upp med en egen kandidat, vann Dunglass lätt över Labours kandidat.

### Underhuset
Medlemmarna i det nya underhuset bestod till överväldigande del av koalitionsvänliga parlamentsledamöter, och det fanns därför ett stort antal ledamöter till de poster i regeringen som skulle tillsättas. Med Duttons ord, "det skulle ha varit lätt för Dunglass att försmäkta på obestämd tid som backbencher". Skelton, som utnämndes till statssekreterare vid Scottish Office, erbjöd dock Dunglass den oavlönade posten som inofficiell parlamentarisk medhjälpare. Detta var en dubbel fördel för Dunglass. Varje parlamentsledamot som utnämndes till officiell parlamentarisk privatsekreterare (PPS) till en minister i regeringen var insatt i regeringens inre arbete, men förväntades hålla en diskret tystnad i underhuset. Dunglass uppnådde det första utan att behöva observera det andra. Han höll sitt jungfrutal i februari 1932 på temat ekonomisk politik och förespråkade en försiktigt protektionistisk inställning till billig import. Han bemötte Labours invändning att detta skulle öka levnadskostnaderna och hävdade att en tull "stimulerar sysselsättning och ger arbete [och] ökar folkets köpkraft genom att ersätta arbetslöshetsunderstöd med löner".
Under fyra år som Skeltons medhjälpare var Dunglass en del av ett team som arbetade med ett brett spektrum av frågor, från sjukvård på den skotska landsbygden till bosättningar på land, fiske, utbildning och industri. Dunglass utnämndes till officiell PPS till Anthony Muirhead, biträdande minister vid arbetsmarknadsdepartementet 1935 och mindre än ett år senare blev han PPS till finansministern Neville Chamberlain.

## Krigstidskarriär (1937-1945)

### Chamberlain och krig

Neville Chamberlain

Vid tiden för Dunglass utnämning sågs Chamberlain allmänt som arvtagaren till premiärministerposten, och 1937 avgick den sittande presidenten Stanley Baldwin och Chamberlain efterträdde honom. Han behöll Dunglass som sin PPS, en roll som beskrevs av biografen D. R. Thorpe som "den högra handen ... Neville Chamberlains ögon och öron" och av Dutton som "sambandsman med parlamentspartiet, som sänder och tar emot information och [håller] sin herre underrättad om stämningen på regeringens bakre bänkar". Detta var särskilt viktigt för Chamberlain, som ofta sågs som distanserad och kylig. Douglas Hurd skrev att han "saknade den personliga charm som gör kompetent administration tilltalande för egensinniga kollegor – en gåva som hans parlamentariska privatsekreterare hade i överflöd". Dunglass beundrade Chamberlain, trots hans skrämmande personlighet: "Jag gillade honom, och jag tror att han tyckte om mig. Men om man gick in i slutet av dagen för en pratstund eller ett skvaller, skulle man vara benägen att svara på frågan: "Vad vill du?" Han var en mycket svår man att lära känna."
Som Chamberlains medhjälpare bevittnade Dunglass på nära håll premiärministerns försök att förhindra ett andra världskrig genom att blidka Adolf Hitlers Tyskland. När Chamberlain hade sitt sista möte med Hitler i München i september 1938 följde Dunglass med honom. Efter att ha fått en kortlivad förlängning av freden genom att gå med på Hitlers territoriella krav på Tjeckoslovakiens bekostnad, välkomnades Chamberlain tillbaka till London av jublande folkmassor. Han ignorerade Dunglass uppmaning och höll ett okarakteristiskt storslaget tal, där han påstod sig ha återinfört "fred med ära" och lovade "fred för vår tid". Dessa ord skulle förfölja honom när Hitlers fortsatta aggression gjorde krig oundvikligt mindre än ett år senare. Chamberlain förblev premiärminister från krigsutbrottet i september 1939 till maj 1940, då han, med Dunglass ord, "inte längre kunde få stöd av en majoritet i det konservativa partiet". Efter en omröstning i underhuset, där regeringens majoritet föll från över 200 till 81, lämnade Chamberlain plats för Winston Churchill. Han accepterade posten som Lord President of the Council i den nya koalitionsregeringen. Dunglass stannade kvar som hans PPS, efter att tidigare ha tackat nej till erbjudandet om en ministerpost som undersekreterare vid Scottish Office. Även om Chamberlains rykte aldrig återhämtade sig från München, och hans anhängare som R. A. Butler led under hela sina senare karriärer av "eftergiftsetiketten", undgick Dunglass i stort sett skulden. Icke desto mindre hävdade Dunglass under hela sitt liv att Münchenöverenskommelsen hade varit avgörande för Storbritanniens överlevnad och Nazitysklands nederlag genom att ge Storbritannien ett extra år att förbereda sig för ett krig som det inte kunde ha utkämpat 1938. Inom några månader efter att han lämnat premiärministerposten började Chamberlains hälsa svikta. Han avgick från regeringen och avled efter en kort tids sjukdom i november 1940.

### Militärtjänst och parlamentsledamot
Dunglass hade anmält sig som frivillig till aktiv militärtjänst och försökte återansluta sig till Lanarkshire Yeomanry kort efter att Chamberlain lämnat 10 Downing Street. Den efterföljande läkarundersökningen visade att Dunglass hade ett hål i ryggraden omgivet av tuberkulos i benet. Utan operation skulle han inte ha kunnat gå inom några månader. En innovativ och riskfylld operation genomfördes i september 1940 som varade i sex timmar, där det sjuka benet i ryggraden skrapades bort och ersattes med friskt ben från patientens smalben.
Trots Dunglass humor och tålamod var de följande två åren en svår prövning. Han var insvept i gips och hölls platt på rygg under större delen av den perioden. Även om han var upplivad av det känsliga stödet från sin fru och familj, erkände han senare, "kände jag ofta att det skulle vara bättre att dö där". Mot slutet av 1942 befriades han från sin gipsjacka och försågs med ett ryggstöd, och i början av 1943 var han rörlig för första gången sedan operationen. Under sin oförmåga läste han ivrigt. Bland de verk han studerade fanns Das Kapital, och verk av Engels och Lenin, biografier över 1800- och 1900-talspolitiker och romaner av författare från Dostojevskij till Koestler.
I juli 1943 blev Dunglass invald i underhuset för första gången sedan 1940 och började göra sig ett namn som en Backbench, särskilt för sin expertis inom utrikesfrågor. Han förutspådde en postimperialistisk framtid för Storbritannien och betonade behovet av starka europeiska band efter kriget. År 1944, när kriget nu vände till de allierades fördel, talade Dunglass vältaligt om vikten av att stå emot Sovjetunionens ambition att dominera Östeuropa. Hans djärvhet att offentligt uppmana Churchill att inte ge efter för Josef Stalin fick många kommentarer. Många, inklusive Churchill själv, observerade att några av dem som en gång förknippades med eftergifter var fast beslutna att det inte skulle upprepas inför rysk aggression. Labour lämnade koalitionen i maj 1945 och Churchill bildade en konservativ expeditionsministär i väntan på ett nyval i juli. Dunglass utnämndes till sin första ministerpost: Anthony Eden förblev ansvarig för utrikesdepartementet och Dunglass utsågs till en av hans två statssekreterare.

## Karriär efter kriget (1950–1960)

### Omvald till parlamentet och pärsvärdighet

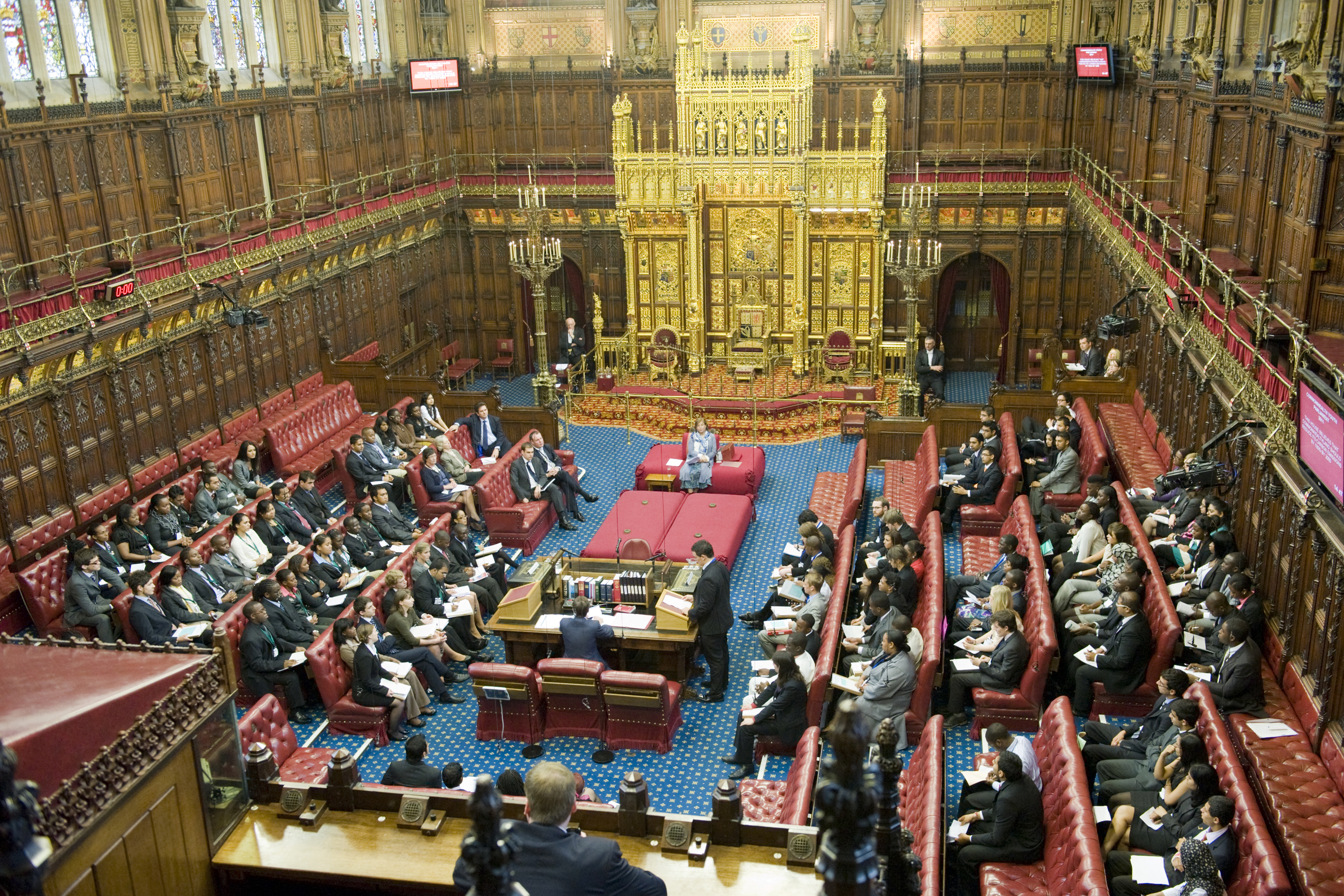
Överhuset, House of Lords

År 1950 utlyste Clement Attlee, Labours premiärminister, nyval. Dunglass inbjöds att än en gång kandidera som unionisternas kandidat för Lanark. Efter att ha blivit upprörd över personliga attacker under 1945 års kampanj av Tom Steele, hans motståndare i Labour, drog sig Dunglass inte för att påminna väljarna i Lanark om att Steele varmt hade tackat kommunistpartiet och dess medlemmar för att de hjälpt honom att ta platsen från unionisterna. År 1950, när det kalla kriget var som värst, var Steeles samröre med kommunisterna en avgörande valbelastning. Dunglass återtog platsen med en av de minsta majoriteterna i någon brittisk valkrets: 19 890 mot Labours 19 205. Labour vann valet med knapp marginal, med en majoritet på fem röster.
I juli 1951 dog den 13:e earlen. Dunglass efterträdde honom och ärvde titeln earl av Home tillsammans med de omfattande familjeegendomarna, inklusive Hirsel, Douglas-Homes huvudresidens. Den nye Lord Home intog sin plats i Överhuset. Ett fyllnadsval utlystes för att utse en ny parlamentsledamot för Lanark, men det pågick fortfarande när Attlee utlyste ett nytt parlamentsval i oktober 1951. Unionisterna behöll Lanark, och det nationella resultatet gav de konservativa under Churchill en liten men fungerande majoritet på sjutton.

### Minister for Scotland
Home utnämndes till den nya posten som biträdande minister vid Scottish Office, en befattning på mellannivå, som var högre än statssekreteraren men underordnad James Stuart, Storbritanniens minister för Skottland, som var medlem av kabinettet. Stuart, som tidigare varit en inflytelserik chefsinpiskare, var en av Churchills förtrogna och kanske den mäktigaste skotska ministern i någon regering. Thorpe skriver att Home hade Stuarts stöd att tacka för sin utnämning snarare än någon större entusiasm från premiärministerns sida (Churchill refererade till honom som "Home sweet Home"). Vid sidan av sin ministerpost blev Home medlem av Privy Council (PC), en utmärkelse som endast gavs selektivt till ministrar under kabinettsrang.

Det kungliga namnchiffret - ett problem för Home och Scottish Office

Under Churchills andra mandatperiod som premiärminister (1951-1955) stannade Home kvar på Scottish Office, även om både Eden på Utrikesdepartementet och Lord Salisbury på Commonwealth Relations Office bjöd in honom att gå med i deras ministerteam. Bland de skotska frågor som han arbetade med var vattenkraftsprojekt, jordbruk i bergsområden, sjötransporter, vägtransporter, skogsbruk och välfärd för torpare i högländerna och på Yttre Hebriderna. Dessa frågor rapporterades i stort sett inte i den brittiska pressen, men frågan om de kungliga namninitialerna på postkontorens brevlådor blev förstasidesnyheter. Eftersom Elizabeth I av England aldrig var drottning av Skottland, hävdade vissa nationalister när Elizabeth II besteg den brittiska tronen 1952 att hon i Skottland skulle tituleras "Elizabeth I". Churchill sa i underhuset att med tanke på "Skottlands storhet och prakt" och skottarnas bidrag till den brittiska historien och världshistorien, "borde de hålla ordning på sina dummaste människor". Home ordnade dock så att nya brevlådorna i Skottland dekorerades med den kungliga kronan i stället för initialerna.

### Secretary of State for Commonwealth Affairs
När Eden efterträdde Churchill som premiärminister 1955 befordrade han Home till kabinettet som Secretary of State for Commonwealth Relations. Vid tiden för denna utnämning hade Home inte varit i något av de länder som ingick i hans ministeransvarsområde, och han ordnade snabbt så att han kunde besöka Australien, Nya Zeeland, Singapore, Indien, Pakistan och Ceylon. Han var tvungen att ta itu med den känsliga frågan om invandring från och mellan samväldesländer, där man var tvungen att hitta en delikat balans mellan å ena sidan motståndet på vissa håll i Storbritannien och Australien mot icke-vit invandring och å andra sidan faran för sanktioner i Indien och Pakistan mot brittiska kommersiella intressen om diskriminerande politik bedrivs. I de flesta avseenden tycktes det vara en relativt händelselös period i samväldets historia när Home tillträdde sin utnämning. Omvälvningen av Indiens självständighet 1947 låg långt tillbaka i tiden, och 1960-talets våg av avkolonisering hade ännu inte kommit. Det föll dock på Home att upprätthålla samväldets enighet under Suezkrisen 1956, som Dutton beskrev som "den mest splittrande i dess historia hittills". Australien, Nya Zeeland och Sydafrika stödde den engelsk-franska invasionen av Egypten för att återta kontrollen över Suezkanalen. Kanada, Ceylon, Indien och Pakistan motsatte sig det.
Det verkade finnas en verklig risk för att Ceylon, Indien och i synnerhet Pakistan skulle lämna Samväldet. Home var fast i sitt stöd för invasionen, men använde sina kontakter med Jawaharlal Nehru, V.K. Krishna Menon, Nan Pandit och andra för att försöka förhindra att samväldet upplöstes. Hans förhållande till Eden var stödjande och avslappnat. Han kände sig förmögen, som andra inte gjorde, att varna Eden för oro över Suez både internationellt och bland vissa medlemmar av kabinettet. Eden avfärdade de senare som de "svaga systrarna". Den mest framträdande var Butler, vars upplevda tveksamhet över Suez i kombination med hans stöd för eftergifter till Hitler skadade hans ställning inom det konservativa partiet. När invasionen övergavs efter påtryckningar från USA i november 1956 arbetade Home med de oliktänkande medlemmarna i Samväldet för att bygga upp organisationen till vad Hurd kallar "ett modernt multietniskt samvälde" (trots att Samväldet redan var multietniskt).

### Macmillans regering
Eden avgick i januari 1957. 1955 hade han varit den självklara efterträdaren till Churchill, men den här gången fanns det ingen tydlig tronföljare. Ledarna för det konservativa partiet valdes inte genom omröstning bland parlamentsledamöter eller partimedlemmar, utan trädde fram efter informella sonderingar inom partiet, kända som "de sedvanliga samrådsprocesserna". Chefsinpiskaren Edward Heath förde fram åsikterna hos de konservativa parlamentsledamöterna, och två äldre konservativa pärer, Lordpresidenten Lord Salisbury och Lordkanslern Lord Kilmuir, träffade medlemmar av kabinettet individuellt för att ta reda på deras preferenser. Endast en kabinettskollega stödde Butler. Resten, inklusive Home, valde Harold Macmillan. Churchill, som drottningen rådfrågade, gjorde detsamma. Macmillan utsågs till premiärminister den 10 januari 1957.

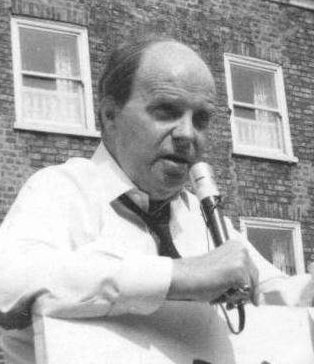
Iain Macleod, som hade ett komplicerat förhållande med Home

I den nya regeringen stannade Home kvar på Commonwealth Relations Office. En stor del av hans tid ägnades åt frågor som rörde Afrika, där man måste komma överens om framtiden för Bechuanalandprotektoratet och Centralafrikanska federationen. Bland andra frågor som han var inblandad i var tvisten mellan Indien och Pakistan om Kashmir, assisterad emigration från Storbritannien till Australien och relationerna med ärkebiskop Makarios av Cypern. Det sista ledde oväntat till en utökad kabinettsroll för Home. Makarios, ledare för den militanta antibrittiska och progrekiska rörelsen, greps i exil på Seychellerna. Macmillan beslutade, i samförstånd med Home och större delen av kabinettet, att detta fängslande gjorde mer skada än nytta för Storbritanniens ställning på Cypern och beordrade att Makarios skulle friges. Lord Salisbury tog starkt avstånd från beslutet och avgick från kabinettet i mars 1957. Macmillan lade till Salisburys ansvarsområden till Homes befintliga uppgifter, vilket gjorde honom till Lord President of the Council och Ledare för överhuset. Den första av dessa poster var till stor del en hedersutnämning, men överhusets ledare gav Home ansvaret för att få igenom regeringens angelägenheter i överhuset och förde honom närmare maktens centrum. Med Hurds ord: "Genom den omärkliga process som är karakteristisk för brittisk politik fann han sig själv månad för månad, utan någon särskild manöver från hans sida, och blev en oumbärlig figur i regeringen."
Home sågs i allmänhet med värme av både kollegor och motståndare, och det var få politiker som inte reagerade positivt på honom. En av dem var Attlee, men eftersom deras politiska storhetstid inte sammanföll var detta av mindre betydelse. Viktigare var Iain Macleods taggiga förhållande till Home. Macleod, som var statssekreterare för kolonierna från 1959 till 1961, tillhörde liksom Butler den liberala flygeln av det konservativa partiet. Han var övertygad, vilket Home inte var, om att Storbritanniens kolonier i Afrika skulle få majoritetsstyre och självständighet så snart som möjligt. Deras inflytelsesfärer överlappade varandra i Centralafrikanska federationen.
Macleod ville gå vidare med majoritetsstyre och självständighet. Home trodde på en mer gradvis inställning till självständighet, som tillmötesgick både den vita minoritetens och den svarta majoritetens åsikter och intressen. Macleod höll inte med dem som varnade för att en brådstörtad självständighet skulle leda de nyligen självständiga nationerna in i "problem, stridigheter, fattigdom, diktatur" och andra onda ting. Hans svar var: "Skulle du vilja att romarna stannade kvar i Britannien?" Han hotade att avgå om han inte tilläts släppa den ledande Nyasaland-aktivisten Hastings Banda ur fängelset, ett drag som Home och andra ansåg vara oklokt och riskerade att provocera fram misstro mot Storbritannien bland den vita minoriteten i federationen. Macleod fick som han ville, men vid det laget var Home inte längre kvar på Commonwealth Relations Office.

## Utrikesminister (1960-1963)

### Utnämning

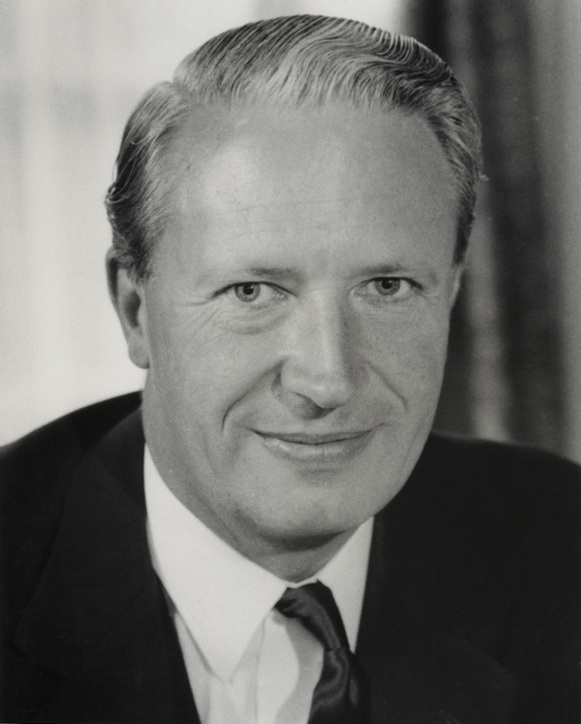
Edward Heath, Homes ställföreträdare vid utrikesdepartementet. Senare tjänstgjorde de i varandras kabinett.

År 1960 insisterade finansministern Derick Heathcoat-Amory på att avgå. Macmillan höll med Heathcoat-Amory om att den bästa efterträdaren på finansdepartementet skulle vara den nuvarande utrikesministern Selwyn Lloyd. När det gäller kompetens och erfarenhet var Home den självklara kandidaten att ta över efter Lloyd på utrikesdepartementet, men 1960 fanns det en förväntan att utrikesministern skulle vara medlem av underhuset. Posten hade inte innehafts av en pär sedan Lord Halifax 1938–1940. Eden hade velat utnämna Salisbury 1955, men kom fram till att det skulle vara oacceptabelt för underhuset.
Efter diskussioner med Lloyd och högre tjänstemän tog Macmillan det exempellösa steget att utnämna två ministrar i utrikesdepartementets kabinett: Home, som utrikesminister i överhuset, och Edward Heath, som Lord Privy Seal och biträdande utrikesminister i underhuset. Eftersom den brittiska ansökan om inträde i Europeiska ekonomiska gemenskapen (EEG) var under behandling, fick Heath särskilt ansvar för EEG-förhandlingarna samt för att tala i underhuset om utrikesfrågor i allmänhet.

#### Invändningar mot utnämningen
Oppositionspartiet Labour protesterade mot utnämningen av Home. Dess ledare Hugh Gaitskell sade att det var "konstitutionellt förkastligt" för en pär att vara ansvarig för utrikesdepartementet. Macmillan svarade att en olycka vid födseln inte borde tillåtas neka honom "den bästa mannen för jobbet – den man jag vill ha vid min sida". Hurd kommenterar: "Liksom alla sådana artificiella oroligheter dog den ut efter en tid (och förnyades faktiskt inte med någon styrka nitton år senare när Margaret Thatcher utsåg en annan pär, Lord Carrington, till samma post)". Samarbetet mellan Home och Heath fungerade bra. Trots sina olika bakgrunder och åldrar – Home en edvardiansk aristokrat och Heath en meritokrat från lägre medelklassen som växt upp under mellankrigstiden – respekterade och tyckte de två männen om varandra. Home stödde Macmillans ambition att få in Storbritannien i EEG, och var glad över att lämna förhandlingarna i Heaths händer.

### Kalla kriget

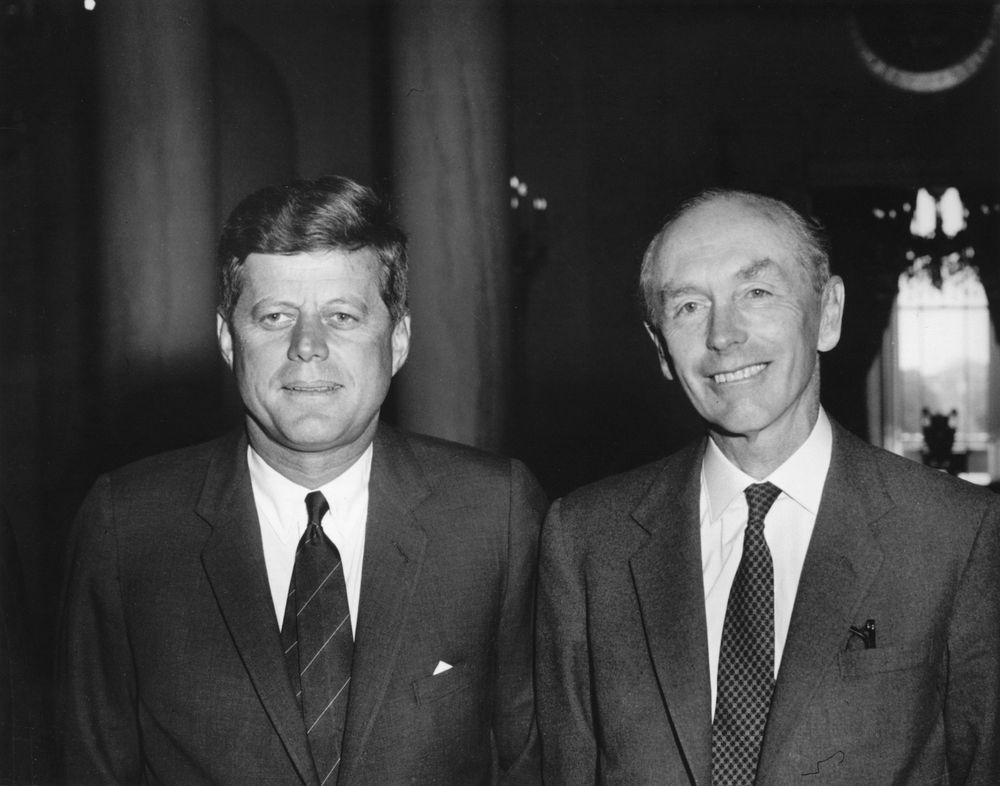
Douglas-Home med John F. Kennedy i Vita huset, 30 September 1962.

Homes uppmärksamhet var huvudsakligen koncentrerad på det kalla kriget, där hans kraftfullt uttryckta antikommunistiska övertygelser dämpades av en pragmatisk inställning till Sovjetunionen. Hans första stora problem på detta område var 1961 när Berlinmuren på order av den sovjetiske ledaren Nikita Chrusjtjov byggdes för att hindra östtyskar från att fly till Västtyskland via Västberlin. Home skrev till sin amerikanske kollega Dean Rusk: "Att hindra östberlinare från att ta sig in i Västberlin har aldrig varit en casus belli för oss. Vi är bekymrade över västvärldens tillgång till Berlin och det är vad vi måste upprätthålla." Regeringarna i Västtyskland, Storbritannien och USA nådde snabbt en överenskommelse om sin gemensamma förhandlingsposition. Det återstod att övertala Frankrikes president de Gaulle att ansluta sig till de allierade. Under deras diskussioner kommenterade Macmillan att de Gaulle visade "all den stelhet som kännetecknar en eldgaffel, utan dess tillfälliga värme". En överenskommelse nåddes och de allierade erkände i tysthet att muren skulle förbli på plats. Sovjet å sin sida försökte inte skära av de allierades tillgång till Västberlin genom östtyskt territorium.
Året därpå hotade Kubakrisen att förvandla det kalla kriget till ett kärnvapenkrig. Sovjetiska kärnvapenmissiler fördes till Kuba, som befann sig provokativt nära USA. Den amerikanske presidenten John F Kennedy insisterade på att de måste tas bort, och många trodde att världen stod på randen till en katastrof med kärnvapenutbyten mellan de två supermakterna. Trots att Macmillan i offentligheten framstod med ett orubbligt lugn var han av naturen nervös och spänd. Under missilkrisen stärkte Home, vars lugn var genuint och medfött, premiärministerns beslutsamhet och uppmuntrade honom att backa upp Kennedys trots Sovjets hot om kärnvapenattacker. Lordkanslern (Lord Dilhorne), Attorney General (Sir John Hobson) och Solicitor General (Sir Peter Rawlinson) framförde privat sin åsikt att den amerikanska blockaden av Kuba var ett brott mot internationell rätt, men han fortsatte att förespråka en politik med starkt stöd för Kennedy. När Chrusjtjov backade och drog tillbaka de sovjetiska missilerna från Kuba kommenterade Home:
Det har spekulerats en hel del om Rysslands motiv. För mig är de ganska tydliga. Deras motiv var att pröva USA:s vilja och se hur i synnerhet USA:s president skulle reagera mot ett hot om våld. Om presidenten för ett ögonblick hade misslyckats i en fråga som rörde USA:s säkerhet, skulle ingen av USA:s allierade någonsin ha haft förtroende för USA:s beskydd igen.

### Partiella provstoppsavtalet
Den viktigaste milstolpen under Homes tid som utrikesminister var också i området för relationerna mellan öst och väst: förhandlingarna och undertecknandet av det partiella provstoppsavtalet 1963. Han kom bra överens med sina amerikanska och sovjetiska motsvarigheter, Rusk och Andrej Gromyko. Den senare skrev att varje gång han träffade Home skedde "inga plötsliga, än mindre lysande, genombrott" utan "varje möte lämnade ett civiliserat intryck som gjorde nästa möte lättare". Gromyko drog slutsatsen att Home tillförde skärpa till den brittiska utrikespolitiken. Gromyko, Home och Rusk undertecknade fördraget i Moskva den 5 augusti 1963. Efter den internationella rädsla som Kubakrisen framkallade välkomnades förbudet mot kärnvapenprov i atmosfären, i yttre rymden och under vatten allmänt som ett steg mot ett slut på det kalla kriget. För den brittiska regeringen var de goda nyheterna från Moskva dubbelt välkomna för att dra uppmärksamheten bort från Profumoaffären, en sexuell skandal som involverade en högt uppsatt minister, som hade fått Macmillans regering att framstå som sårbar.

### Macmillans efterträdare

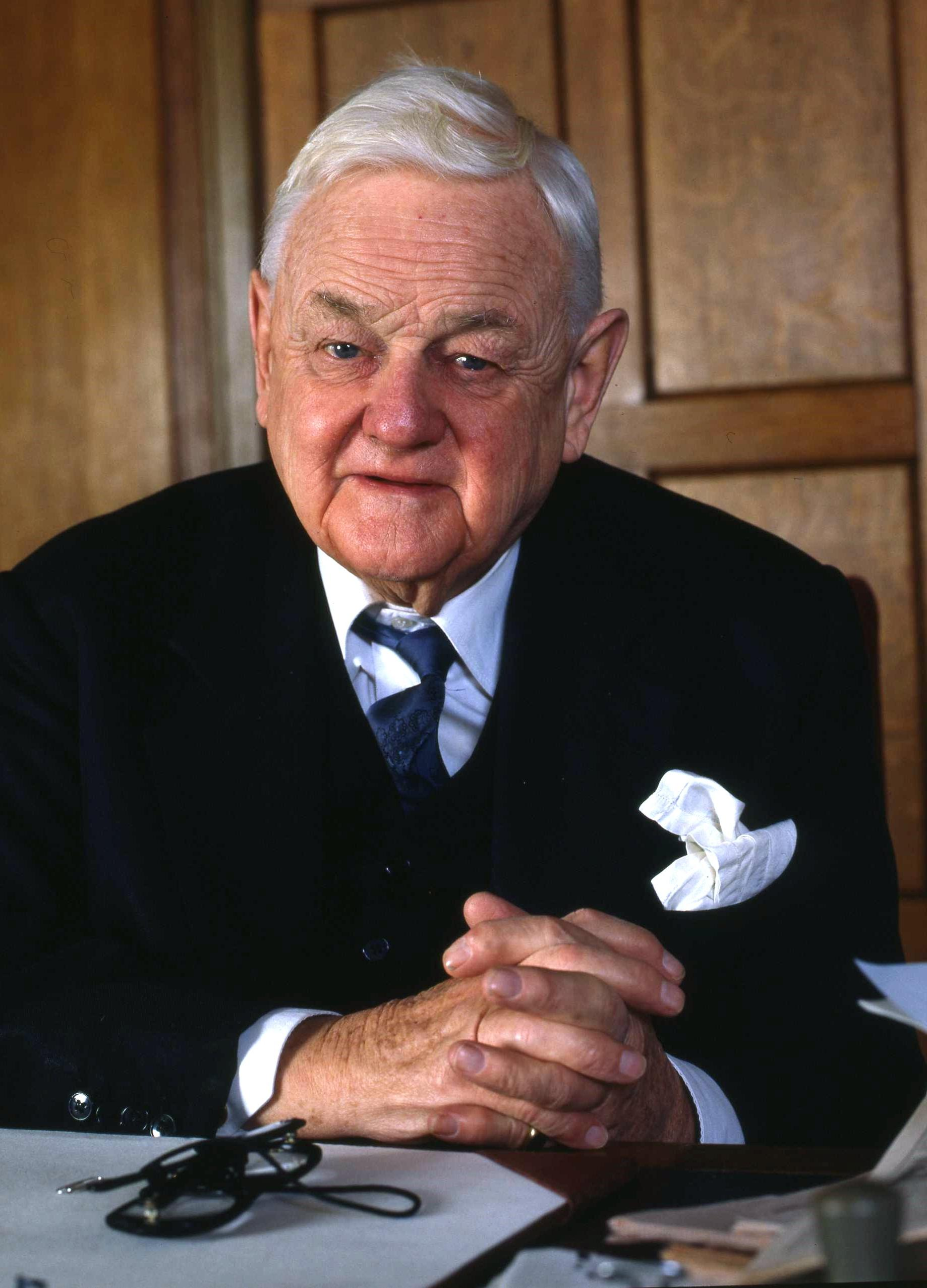
Lord Hailsham, Macmillans ursprungliga val av efterträdare

I oktober 1963, strax före det konservativa partiets årliga konferens, insjuknade Macmillan i prostatabesvär. Tillståndet ansågs först allvarligare än det visade sig vara, och han meddelade att han skulle avgå som premiärminister så snart en efterträdare hade utsetts. Tre högt uppsatta politiker ansågs vara troliga efterträdare: Butler (First Secretary of State), Reginald Maudling (finansminister) och Lord Hailsham (lordpresident och ledare för överhuset). The Times sammanfattade deras stöd:
Butler kan utan tvivel vara säker på att det finns en majoritet i kabinettet, där huvudinitiativet nu måste tas. När parlamentet upplöstes i början av augusti kunde Maudling ha fått en majoritet bland backbenchers i underhuset. Lord Hailsham fortsätter, som hans mottagning visade i dag vid hans första framträdande inför konferensen, att vara valmansföreningarnas älskling.
I samma artikel nämndes Home i förbigående som "en fjärde hypotetisk kandidat" som partiet kunde kompromissa om om det behövdes.
Det antogs i Times-artikeln, och av andra kommentatorer, att om Hailsham (eller Home) var en kandidat skulle han vara tvungen att avsäga sig sin pärsvärdighet. Detta hade för första gången möjliggjorts genom ny lagstiftning. Den sista brittiska premiärministern som satt i överhuset var den tredje markisen av Salisbury 1902. År 1923, när George V var tvungen att välja mellan Baldwin och Lord Curzon, bestämde han sig för att "dagens krav" tvingade honom att utse en premiärminister från underhuset. Hans privatsekreterare noterade att kungen "trodde att han inte skulle uppfylla sitt förtroende om han nu skulle göra sitt val av premiärminister från överhuset". Efter Neville Chamberlains avgång 1940 fanns det två troliga efterträdare, Churchill och Halifax, men den senare uteslöt sig själv från premiärministerposten på grund av att hans medlemskap i överhuset diskvalificerade honom. År 1963 var det därför väl fastslaget att premiärministern skulle vara medlem av underhuset. Den 10 oktober meddelade Hailsham att han hade för avsikt att avsäga sig sin Viscounttitel. De "sedvanliga processerna" ägde återigen rum. Den vanliga avskildheten i överläggningarna omöjliggjordes eftersom de ägde rum under partikonferensen, och de potentiella efterträdarena lade fram sina bud mycket offentligt. Butler hade fördelen av att kunna hålla partiledarens huvudtal till konferensen i Macmillans frånvaro, men ansågs allmänt ha slösat bort tillfället genom att hålla ett oinspirerande tal. Hailsham avskräckte många potentiella anhängare genom sitt extroverta, och vissa ansåg vulgärt, kampanjande. Maudling, liksom Butler, höll ett tal som inte imponerade på konferensen. Högt uppsatta konservativa politiker som Lord Woolton och Selwyn Lloyd uppmanade Home att ställa upp för övervägande.
Efter att ha uteslutit sig själv från valet när nyheten om Macmillans sjukdom kom, retade Home upp åtminstone två av sina kabinettskollegor genom att ändra sig. Macmillan kom snabbt fram till att Home skulle vara det bästa valet som hans efterträdare och gav honom värdefullt stöd bakom kulisserna. Han lät det bli känt att om han tillfrisknade skulle han vara villig att tjäna som medlem i Homes kabinett. Han hade tidigare favoriserat Hailsham, men ändrade sig när han fick veta av Lord Harlech, den brittiske ambassadören i USA, att Kennedyadministrationen var orolig inför utsikten att Hailsham skulle bli premiärminister och av hans chefsinpiskare att Hailsham, som sågs som en högeranhängare, skulle stöta bort moderata väljare.
Butler, å andra sidan, sågs som en del av den liberala flygeln av de konservativa, och valet av honom som ledare skulle kunna splittra partiet. Lordkanslern lord Dilhorne genomförde en opinionsundersökning bland kabinettsmedlemmarna och rapporterade till Macmillan att om man tar hänsyn till första och andra valet fanns det tio röster för Home, fyra för Maudling, tre för Butler och två för Hailsham.

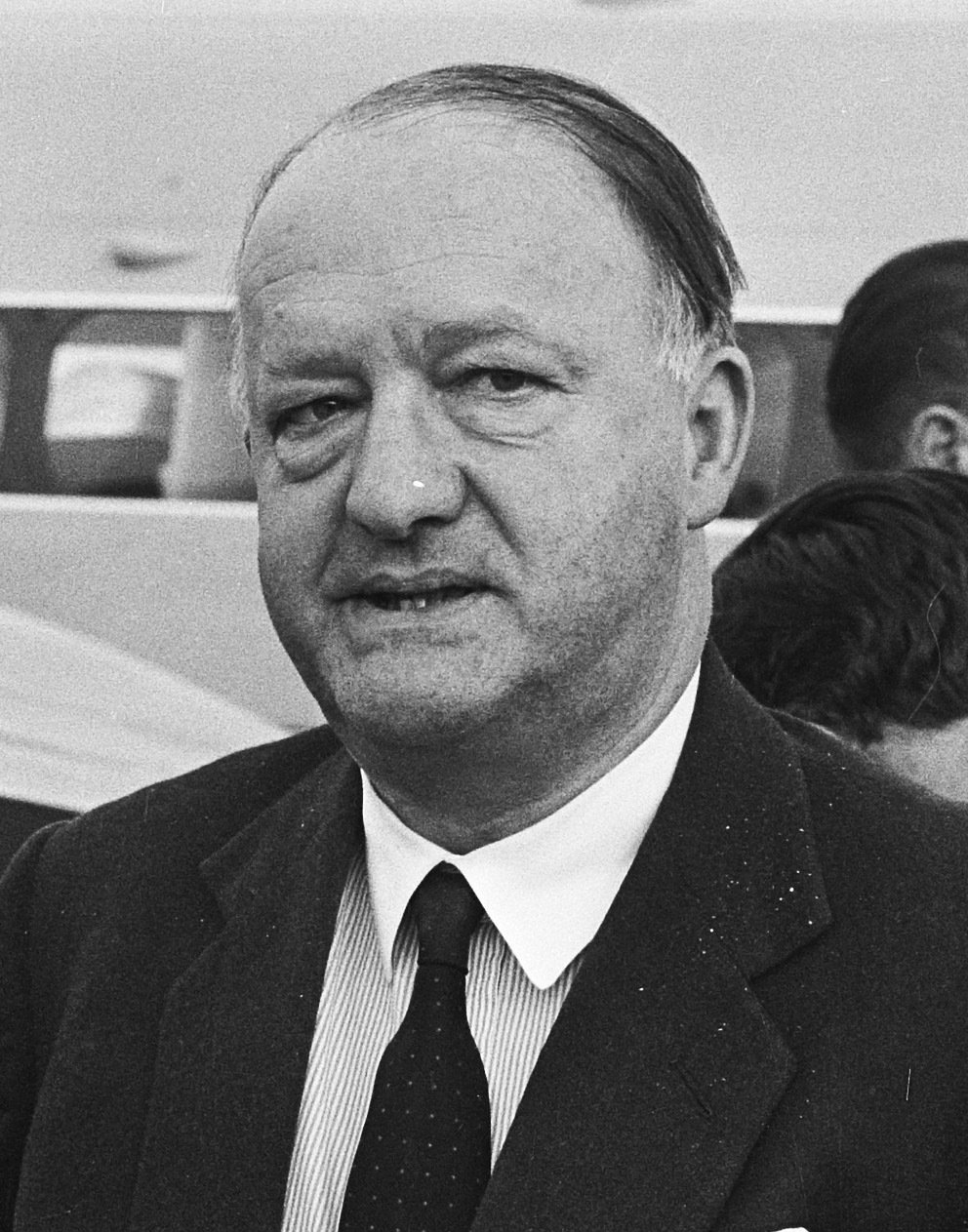
Rab Butler, Homes konkurrent i valet av premiärminister

Utnämningen av en premiärminister förblev en del av det kungliga privilegiet, där monarken inte hade någon konstitutionell skyldighet att samråda med en avgående premiärminister. Macmillan meddelade dock drottningen att han ansåg att Home var det rätta valet. Inte mycket av detta var känt utanför de högsta leden i partiet och det kungliga sekretariatet. Den 18 oktober hade The Times rubriken "Drottningen kan skicka efter Mr. Butler i dag". The Daily Telegraph och The Financial Times förutspådde också att Butler var på väg att bli utnämnd. Drottningen sände bud efter Home samma dag. Hon var medveten om splittringen inom regeringspartiet och utnämnde honom inte till premiärminister, utan bjöd in honom för att se om han kunde bilda regering. Homes kabinettskollegor Enoch Powell och Iain Macleod, som ogillade hans kandidatur, gjorde ett sista minuten-försök att hindra honom från att tillträda genom att försöka övertala Butler och de andra kandidaterna att inte ta poster i en regering ledd av Home.  Butler ansåg dock att det var hans plikt att tjänstgöra i kabinettet; Han vägrade att ha någon del i konspirationen och accepterade posten som utrikesminister. De andra kandidaterna följde Butlers exempel och endast Powell och Macleod höll ut och vägrade att tjänstgöra under Home. Macleod kommenterade: "Man förväntar sig inte att ha många människor med sig i sista valet". Den 19 oktober kunde Home återvända till Buckingham Palace för att anta posten som premiärminister. Pressen var inte bara vilseledd av utnämningen, utan i allmänhet mycket kritisk. Den Labourvänliga tidningen Daily Mirror skrev på sin förstasida:
En trevlig kille och en artig kamrat. Men Caligulas utnämning av sin häst till konsul var en akt av försiktigt statsmannaskap i jämförelse med denna gest av lättsinne på sjukbädden av mr Macmillan. ... Alec (inte Smart Alec - bara Alec) spelar schack med ett kabinett som innehåller minst fyra medlemmar av större storlek, hjärnkraft, personlighet och potential än han själv. Butler har blivit förrådd, Maudling förolämpad, Macleod ignorerad, Heath behandlad med förakt och Hailsham fnissad utanför domstolen av narren på sjukhuset.
The Times, som i allmänhet var pro-konservativa, hade stött Butler och kallade det "slösaktigt" av partiet att förbise hans många talanger. Tidningen lovordade Home som "en utomordentligt framgångsrik utrikesminister", men tvivlade på hans grepp om inrikesfrågor, hans moderniseringsinstinkter och hans lämplighet "att föra det konservativa partiet genom en hård och förmodligen smutsig kampanj" vid de allmänna val som ska hållas inom ett år. The Guardian, liberal i sitt politiska synsätt, anmärkte att Home "inte ser ut som mannen som kan ge kraft och syfte till sitt kabinett och landet" och antydde att han verkade alltför svag politiskt för att ens vara en nödlösning. The Observer, en annan liberalt sinnad tidning, skrev: "Det överväldigande – och skadliga – intryck som händelserna under de senaste två veckorna har lämnat efter sig är att Tories har tvingats nöja sig med ett näst bästa. ... Det lugn och den stabilitet som gjorde honom till en bra utrikesminister, särskilt i kristider som Berlin och Kuba, kan också vara en belastning.
I januari 1964, och i brist på annan information, använde Macleod, nu redaktör för The Spectator, förevändningen av en recension av en bok av Randolph Churchill för att göra reklam för sin egen annorlunda och mycket detaljerade version av ledarvalet. Han beskrev "sonderingen" från fem tory-pampar, av vilka fyra, liksom Home och Macmillan hade gått i skolan på Eton, som ett hopsytt av en etonisk "magisk cirkel". Artikeln fick stor publicitet och övertygade journalisten Anthony Howard, som senare förklarade sig vara "djupt förolämpad ... och aldrig mer förolämpad än när Alec Douglas-Home blev ledare för det konservativa partiet."

## Premiärminister 1963–1964

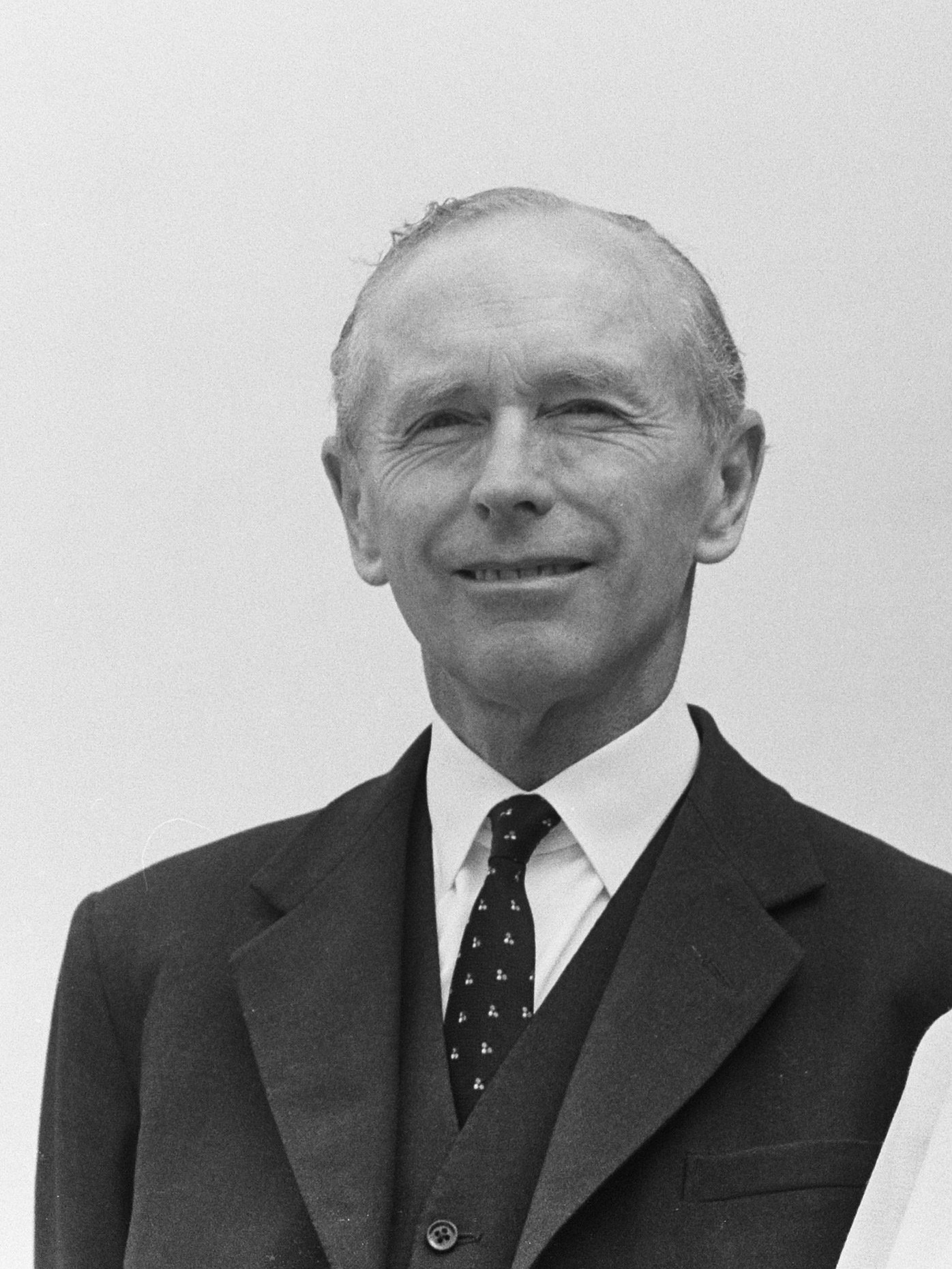
Sir Alec Douglas-Home 1963

Den 23 oktober 1963, fyra dagar efter att han blivit premiärminister, avsade sig Home sitt earlskap och tillhörande mindre pärsvärdigheter. Efter att ha blivit utnämnd till riddare av Tistelorden (KT) 1962 var han känd, efter att ha avgått från överhuset, som Sir Alec Douglas-Home. Det säkra unionistsätet i Kinross och West Perthshire var vakant, och Douglas-Home antogs som sitt partis kandidat. Parlamentet skulle sammanträda den 24 oktober efter sommaruppehållet, men återgången sköts upp till den 12 november i avvaktan på fyllnadsvalet. I tjugo dagar var Douglas-Home premiärminister trots att han inte tillhörde någon av parlamentets kamrar, en situation som saknar motstycke i modern tid. Han vann fyllnadsvalet med en majoritet på 9 328 röster. Den liberala kandidaten kom på andra plats och Labour på tredje plats.
Ledaren för oppositionspartiet Labour, Harold Wilson, angrep den nye premiärministern som "en elegant anakronism". Han hävdade att ingen från Douglas-Homes bakgrund kände till de vanliga familjernas problem. I synnerhet krävde Wilson att få veta hur "en ättling till ett dekadent etablissemang" skulle kunna leda den teknologiska revolution som Wilson ansåg vara nödvändig: "Detta är kontrarevolutionen ... Efter ett halvt sekel av demokratiska framsteg, av social revolution, har hela processen stannat av med en fjortonde earl!" Douglas-Home avfärdade detta som populistisk anti-elitism och observerade: "Jag antar att Wilson, när man tänker på det, är den fjortonde herr Wilson." Han kallade Wilson för "den syntetiska vetenskapens slipade försäljare" och Labourpartiet för "den enda kvarlevan av klassmedvetande i landet". Oppositionen svarade med ett uttalande i pressen att "Labourpartiet är inte intresserat av det faktum att den nye premiärministern ärvde en fjortonde earl – han kan inte hjälpa sina förfäder mer än resten av oss".
Douglas-Home ärvde från Macmillan en regering som allmänt ansågs vara på nedgång; Hurd skrev att den var "nedsänkt i ett hav av satir och skandaler". Douglas-Home var måltavla för satiriker på BBC TV och i tidningen Private Eye. Private Eye refererade ständigt till honom som "Baillie Vass", med anspelning på en skotsk "bailie" (en sorts skotsk tjänsteman). Till skillnad från Wilson kände sig Douglas-Home aldrig bekväm i TV och framstod som mindre spontan än sin motståndare. I sina memoarer, The Way the Wind Blows, återger han en konversation han hade med "en ung dam som sminkade mig inför ett TV-framträdande":
| ” | - Kan du inte få mig att se bättre ut än vad jag gör i TV? - Nej. - Varför inte? - Därför att du har huvud som en dödskalle. - Har inte alla huvud som en dödskalle? - Nej. | „ |

I internationella frågor var den mest dramatiska händelsen under Douglas-Homes tid som premiärminister mordet på John F. Kennedy, som inträffade ungefär en månad efter att han hade börjat sin ämbetsperiod. Douglas-Home sände en hyllning på TV. Han hade tyckt om och arbetat bra med Kennedy, men utvecklade inte ett så tillfredsställande förhållande till Lyndon Johnson. Deras regeringar hade en allvarlig oenighet i frågan om brittisk handel med Kuba. Under Douglas-Home blev kolonierna Nordrhodesia och Nyasaland självständiga, även om detta var ett resultat av förhandlingar som leddes av Macleod under Macmillans regering.

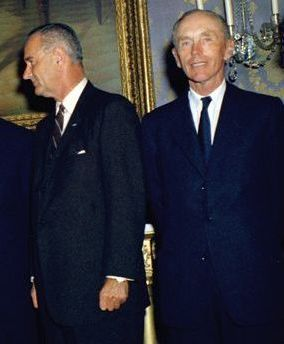
Lyndon Johnson och Douglas-Home 1963

I Storbritannien rådde ekonomiskt välstånd; Exporten "zoomade", enligt The Times, och ekonomin växte med fyra procent per år. Douglas-Home gjorde inga anspråk på ekonomisk expertis; Han kommenterade att hans problem var av två slag: "De politiska är olösliga och de ekonomiska är obegripliga." Vid ett annat tillfälle sa han: "När jag ska läsa ekonomiska dokument måste jag ha en tändsticksask och börja flytta dem på plats för att förenkla och illustrera punkterna för mig själv." Han lämnade Maudling som ansvarig för finansdepartementet och befordrade Heath till en ny affärs- och ekonomisk portfölj. Den senare gick i spetsen för den enda betydande delen av den inhemska lagstiftningen under Douglas-Homes tid som premiärminister, avskaffandet av prisbindningen.
Lagen om återförsäljningspriser infördes för att förhindra tillverkare och leverantörer makten att fastställa de priser till vilka deras varor måste säljas av återförsäljaren. Vid den tiden var upp till fyrtio procent av de varor som såldes i Storbritannien föremål för sådana prisöverenskommelser, till skada för konkurrensen och till nackdel för konsumenten. Douglas-Home, som var mindre instinktivt liberal i ekonomiska frågor än Heath, skulle förmodligen inte ha sponsrat ett sådant förslag utan att ha gjort det, men han gav Heath sitt stöd, trots motstånd från vissa kabinettskollegor, inklusive Butler, Hailsham och Lloyd, och ett stort antal konservativa backbenchers. De trodde att förändringen skulle gynna stormarknader och andra stora återförsäljare på bekostnad av innehavare av små butiker. Regeringen tvingades till eftergifter för att undvika nederlag. Prisbindning i slutkundsledet skulle fortsätta att vara lagligt för vissa varor. Bland dessa fanns böcker, för vilka den förblev i kraft tills marknadskrafterna ledde till att den övergavs 1995. Tillverkare och leverantörer skulle också ha rätt att vägra att leverera till återförsäljare som säljer deras varor till ett pris som är lägre än självkostnadspriset, eftersom de går med förlust. Lagförslaget hade en svår process i parlamentet under vilken Labourpartiet i allmänhet avstod från att rösta, vilket lämnade de konservativa att rösta för eller emot sin egen regering. Lagförslaget fick kungligt godkännande i juli 1964, men trädde inte i kraft förrän 1965, då Douglas-Home, Heath och deras kollegor var borta från sina ämbeten.
En komplott att kidnappa Douglas-Home i april 1964 stoppades av premiärministern själv. Två vänsterstudenter från University of Aberdeen följde honom till John och Priscilla Buchans hus, där han bodde. Han var ensam vid tillfället och öppnade dörren, där studenterna berättade att de planerade att kidnappa honom. Han svarade: "Jag antar att du inser att om du gör det kommer de konservativa att vinna valet med 200 eller 300 röster." Han gav sina tilltänkta kidnappare några öl, och de övergav sin plan.
Mandatperioden för det parlament som valdes 1959 skulle löpa ut i oktober 1964. Parlamentet upplöstes den 25 september och efter tre veckors kampanjande hölls valet 1964 den 15 oktober. Douglas-Homes tal handlade om framtiden för kärnvapenavskräckningen, medan rädslan för Storbritanniens relativa nedgång i världen, återspeglad i kroniska problem med betalningsbalansen, hjälpte Labourpartiet i dess fall. De konservativa under Douglas-Home gjorde mycket bättre ifrån sig än vad många förutspådde, men Labour under Wilson vann med en knapp majoritet. Labour fick 317 platser, de konservativa 304 och liberalerna 9.

## I opposition (1964-1970)

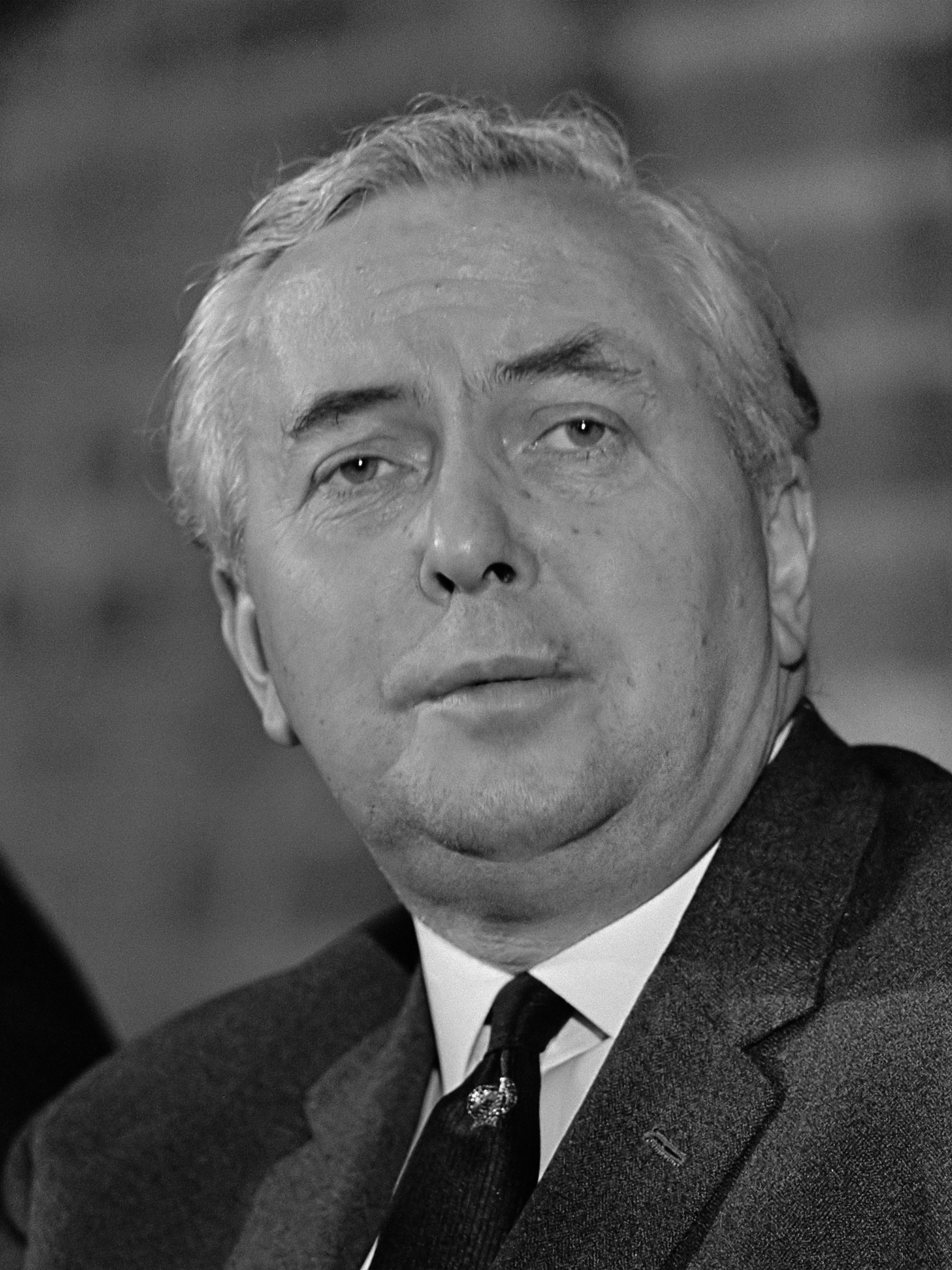
Harold Wilson, Oppositionsledare och Douglas-Homes efterträdare

Som oppositionsledare övertalade Douglas-Home Macleod och Enoch Powell att återinträda i de konservativas främsta led. Bara några veckor efter valet drog sig Butler tillbaka från politiken och accepterade posten som Master of Trinity College i Cambridge tillsammans med en pärsvärdighet på livstid. Douglas-Home tilldelade inte omedelbart skuggportföljer till sina kollegor, men i januari 1965 gav han Maudling utrikesdepartementet i uppdrag och Heath blev talesman i finans- och ekonomifrågor. Det fanns inget omedelbart tryck på Douglas-Home att lämna över ledarskapet till en medlem av den yngre generationen, men i början av 1965 hade en ny konservativ grupp kallad PEST (Pressure for Economic and Social Toryism) diskret börjat kräva en förändring. Douglas-Home kände antingen inte, eller valde att ignorera, det faktum att Heath hade gjort en donation till PEST. Han bestämde sig för att det var dags för honom att avgå som ledare, med Heath som sin föredragna efterträdare.
Fast besluten att partiet skulle överge de "sedvanliga samrådsprocesserna", som hade orsakat sådan hätskhet när han utnämndes 1963, inrättade Douglas-Home en ordnad process med hemlig omröstning av konservativa parlamentsledamöter för valet av hans närmaste och framtida efterträdare som partiledare. För att värna om opartiskheten organiserades omröstningen av 1922 års kommitté, de konservativa parlamentsledamöterna. Douglas-Home meddelade sin avgång som ledare för de konservativa den 22 juli 1965. Tre kandidater ställde upp i partiledarvalet 1965: Heath, Maudling och Powell. Heath vann med 150 röster (en av dem avgivna av Douglas-Home) mot 133 för Maudling och 15 för Powell.
Douglas-Home accepterade utrikesportföljen i Heaths skuggkabinett. Många förväntade sig att detta skulle bli en kortlivad utnämning, ett förspel till Douglas-Homes pensionering från politiken. Det kom vid en svår tidpunkt i de brittiska utrikesrelationerna: händelserna i den självstyrande kolonin Rhodesia (tidigare Sydrhodesia), som hade gått mot kris under några år, bröt slutligen ut i öppet uppror mot brittisk suveränitet. Den övervägande vita minoritetsregeringen där motsatte sig en omedelbar övergång till svart majoritetsstyre innan kolonin hade uppnått status som suverän stat, och i november 1965 förklarade den ensidigt självständighet. Douglas-Home vann stöd från Labours parlamentsledamöter som Wedgwood Benn, senare känd som Tony Benn, för sitt orubbliga motstånd mot rebellregeringen och för att han ignorerade dem på högerflygeln i det konservativa partiet som sympatiserade med rebellerna på grund av ras.

Enoch Powell återvände till de konservativas främsta bänk 1964 och försökte senare bli partiledare.

År 1966 blev Douglas-Home ordförande för Marylebone Cricket Club (MCC), som då var det styrande organet för engelsk och internationell cricket. Ordförandeposten hade i allmänhet varit en till stor del ceremoniell position, men Douglas-Home blev indragen i två kontroverser, en av dem med internationella implikationer. Det var den så kallade "D'Oliveira-affären", där inkluderingen av en icke-vit spelare i det engelska laget som skulle turnera i Sydafrika ledde till att apartheidregimen i Pretoria ställde in turnén. I sin redogörelse för affären kritiserar den politiske journalisten Peter Oborne Douglas-Home för hans vacklande inställning till den sydafrikanske premiärministern John Vorster mot vilken, enligt Oborne, "han inte var mer robust än Chamberlain hade varit mot Hitler trettio år tidigare". Douglas-Homes råd till MCC-kommittén att inte pressa sydafrikanerna för att få förhandsgarantier om D'Oliveiras acceptans, och hans optimistiska försäkringar om att allt skulle bli bra, blev föremål för mycket kritik från en grupp MCC-medlemmar ledda av pastor David Sheppard. Den andra kontroversen handlade inte om ras utan om social klass. Brian Close fick sluta som Englands lagkapten till förmån för Colin Cowdrey. Close förbigicks efter att ha använt fördröjningstaktik när han var kapten för Yorkshire i en county-match, men flytten sågs allmänt som partisk mot cricketspelare från den gamla amatörtraditionen, som officiellt hade upphört 1963.
Wilsons knappa majoritet efter valet 1964 hade gjort det svårt för regeringen att sköta affärerna, och 1966 utlyste han ett nytt val där Labour fick en stark majoritet på 96 röster. Några äldre medlemmar av Heaths team, inklusive Lloyd, drog sig tillbaka från första bänken för att ge plats åt medlemmar av nästa generation. Heath flyttade Maudling till utrikesdepartementet och Douglas-Home tog över Lloyds ansvar som talesman för samväldets relationer. Heath sågs allmänt som ineffektiv mot Wilson, och när valet 1970 närmade sig fanns det en oro inom partiet att han skulle förlora och att Powell skulle försöka ersätta honom som ledare. Maudling och chefsinpiskaren William Whitelaw trodde att om Heath var tvungen att avgå skulle Douglas-Home vara den säkraste kandidaten för att hålla Powell utanför. Douglas-Home delade deras uppfattning att Labour skulle vinna valet 1970 och att Heath då kanske skulle bli tvungen att avgå, men han vägrade att binda sig. Till nästan allas förvåning utom Heath vann de konservativa valet, med en majoritet på 31 platser.
Douglas-Home blev hedersdoktor vid Heriot-Watt University 1966..

## Utrikes- och Samväldesminister (1970–1974)

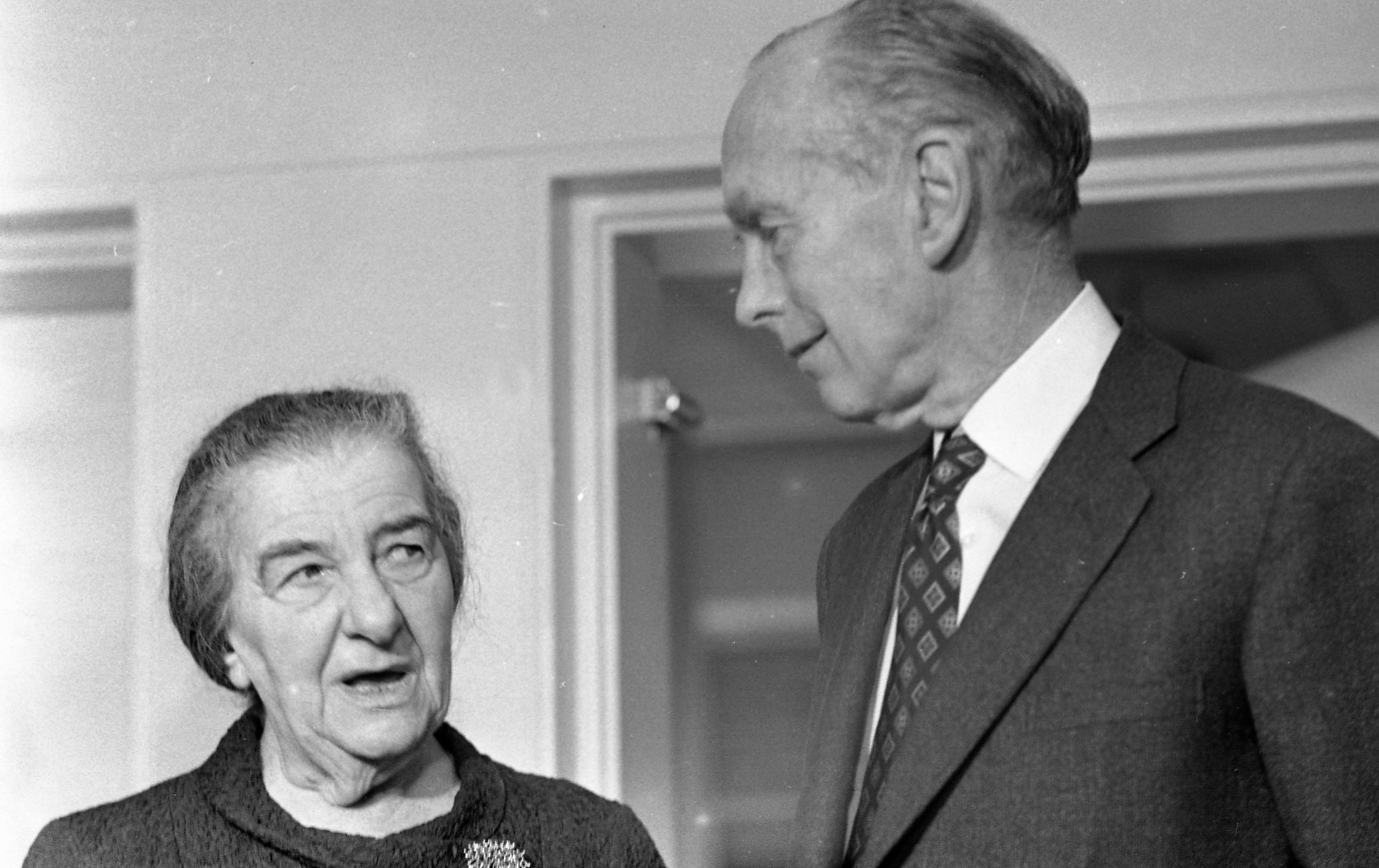
Israels premiärminister Golda Meir och Douglas-Home i Jerusalem 1972

Heath bjöd in Douglas-Home att gå med i kabinettet och ta hand om utrikes- och samväldesfrågor. Under tidigare århundraden hade det inte varit ovanligt att en före detta premiärminister tjänstgjorde i en efterträdares kabinett, och även under de föregående femtio åren hade Arthur Balfour, Stanley Baldwin, Ramsay MacDonald och Neville Chamberlain gjort det. Fram till 2023 skulle Douglas-Home vara den senaste före detta premiärministern som utsetts till en ministerpost. Om Balfours utnämning till Asquiths kabinett 1916 sa Lord Rosebery, som hade varit premiärminister 1894–95, att det var "en flyktig och farlig lyx" att ha en före detta premiärminister i kabinettet. Thorpe skriver att Heaths utnämning av Douglas-Home "inte var en lyx utan en viktig stöttepelare för hans administration".
Wilsons regering hade 1966 slagit samman Colonial Office och Commonwealth Relations Office till Commonwealth Office, som två år senare slogs samman med Foreign Office och bildade Foreign and Commonwealth Office (FCO). Heath utsåg Douglas-Home till chef för departementet, med återigen en andra minister, denna gång Anthony Barber, som huvudansvarig, liksom Heath hade varit på 1960-talet, för förhandlingarna om Storbritanniens anslutning till EEG. Den här gången befann sig båda ministrarna i underhuset. Barbers kabinettspost var officiellt Kansler för hertigdömet Lancaster.
Inom några veckor efter valet flyttades Barber från FCO till finansdepartementet för att ta över som kansler efter Iain Macleod, som plötsligt avled den 20 juli. Även om de aldrig hade haft ett lätt förhållande, erkände Douglas-Home sin kollegas betydelse och kände förlusten av honom både politiskt och personligt. Vissa kommentatorer har hävdat att Macleods död och ersättandet av den mindre betydande figuren Barber på ett ödesdigert sätt underminerade den ekonomiska framgången för Heaths regering.

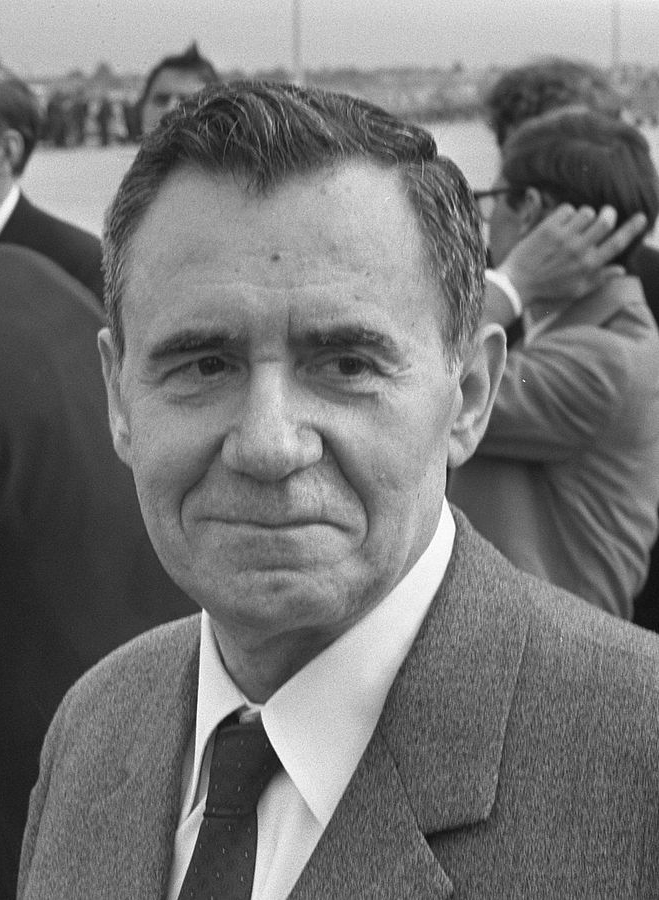
Andrej Gromyko, Douglas-Homes sovjetiska motsvarighet

Barber ersattes av Geoffrey Rippon, som skötte de dagliga förhandlingarna, under ledning av Heath. Douglas-Home koncentrerade sig, liksom tidigare, på öst-västliga frågor och samväldesfrågor. Han var införstådd med Heaths politik i fråga om EEG och gjorde mycket för att övertyga tvivlare på högerflygeln i det konservativa partiet om att det var önskvärt med ett brittiskt inträde. Hurd skriver:
Till sitt temperament och sin bakgrund befann han sig en bit bort från Heaths passionerade engagemang för ett enat Europa. Desto viktigare var hans orubbliga stöd för det brittiska inträdet, som han grundade på en tydlig bedömning av Storbritanniens plats i den moderna världen, och i synnerhet dess förhållande till Frankrike och Tyskland å ena sidan och Förenta staterna å den andra. På så sätt ger det konservativa partiets höger en välbehövlig försäkran.
I relationerna mellan öst och väst fortsatte Douglas-Home sin politik för att hålla Sovjetunionen i schack. I september 1971, efter att inte ha fått några tillfredsställande resultat av förhandlingarna med Gromyko om KGB:s flagranta verksamhet i Storbritannien, utvisade han 105 sovjetiska diplomater för spioneri. Förutom den uppståndelse som detta gav upphov till ansåg Sovjet att den brittiska regeringens inställning till förhandlingarna om avspänning i Europa var överdrivet försiktig, till och med skeptisk. Gromyko var dock realistisk nog att upprätthålla en fungerande relation med den brittiska regeringen. Bara några dagar efter utvisningarna från London träffades han och Douglas-Home och diskuterade Mellanöstern och nedrustning. På detta område av utrikespolitiken ansågs Douglas-Home allmänt vara en framgång.
I förhandlingarna om Rhodesias framtid var Douglas-Home mindre framgångsrik. Han spelade en avgörande roll när det gällde att övertala rebelledaren Ian Smith att acceptera förslag om en övergång till afrikanskt majoritetsstyre. Douglas-Home inrättade en oberoende kommission under ledning av en högt uppsatt brittisk domare, Lord Pearce, för att undersöka hur acceptabla förslagen var för majoritetsopinionen i Rhodesia. Efter ett omfattande fältarbete i hela Rhodesia rapporterade kommissionen: "Vi är övertygade om att förslagen är acceptabla för den stora majoriteten av européerna. Vi är lika nöjda ... att majoriteten av afrikanerna förkastade förslagen. Enligt vår uppfattning anser Rhodesias folk som helhet inte att förslagen är godtagbara som grund för självständighet." Till Douglas-Homes besvikelse blev det ingen lösning, och Rhodesia förblev en rebellregim långt efter att han lämnat makten.

## Pensionering (1974-1995)

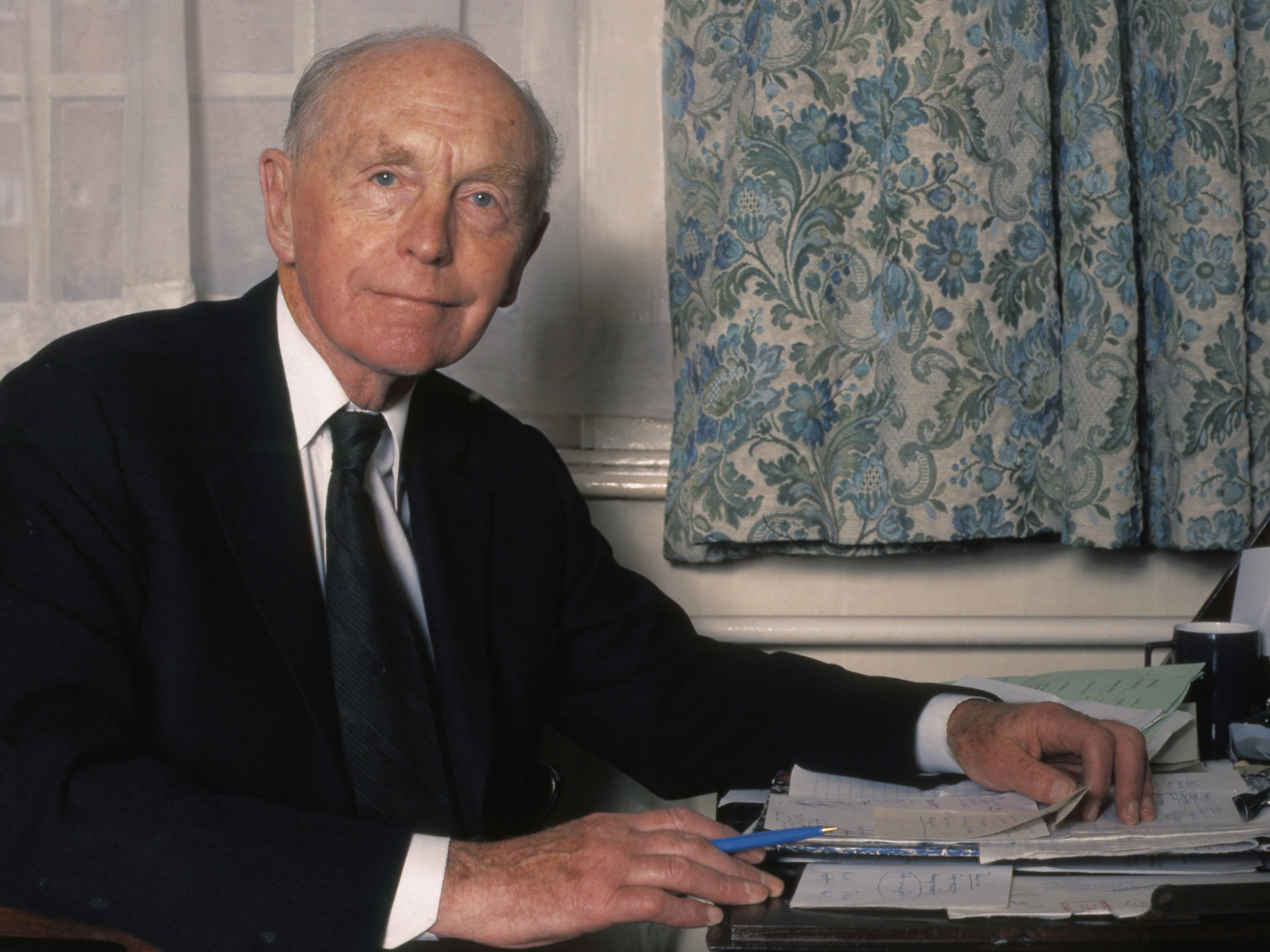
Home, fotograferad av Allan Warren 1986

Vid de allmänna valen i februari 1974 besegrades Heaths regering med knapp marginal. Douglas-Home, som då var 70 år gammal, avgick vid det andra valet samma år, som utlystes i oktober av Labours minoritetsregering i hopp om att vinna en fungerande majoritet. Han återvände till överhuset i slutet av 1974 då han accepterade att utnämnas till Life peer och blev känd som Baron Home of the Hirsel, of Coldstream i grevskapet Berwick.
Mellan 1977 och 1989 var Home guvernör för I Zingari, det nomadiska cricketlaget. Som pensionär publicerade han tre böcker: The Way The Wind Blows (1976), som Hurd beskrev som "en godmodig självbiografi, med kanske fler anekdoter än insikter", Border Reflections (1979), och hans korrespondens med sitt barnbarn Matthew Darby, Letters to a Grandson (1983). Under 1980-talet tillbringade Home alltmer tid i Skottland med sin familj. Han var en ivrig fiskare och tyckte om att skjuta. Hurd skriver att "det fanns inget plötsligt ögonblick då han övergav politiken", snarare att "hans ingripanden blev färre och färre". Hans sista tal i överhuset var 1989, då han talade mot Hurds förslag om att åtala krigsförbrytare som bodde i Storbritannien: "Efter en sådan tid kan man inte se att rättvisa skipas. Det skulle vara farligt att förlita sig på minnen av händelser som inträffade för så länge sedan. Det var för sent att ta upp frågan igen." Hans tillbakadragande från offentliga angelägenheter blev mer markant efter hans hustrus död 1990, efter 54 års äktenskap.
I sina memoarer skriver han om när han mot slutet av sitt liv råkade i samspråk med två äldre damer på ett tåg från London till Berwick. De sa: "Vi har alltid tyckt att det var en stor tragedi för vårt land att du aldrig blev premiärminister." Home svarade med ett leende: "Jag var faktiskt det, men bara under en mycket kort tid."

## Familj
År 1936 gifte sig Douglas-Home med Elizabeth Alington. Hennes far Cyril Alington hade varit Douglas rektor på Eton och var från 1933 dekan i Durham. Gudstjänsten hölls i katedralen i Durham och leddes av Alington tillsammans med William Temple, ärkebiskop av York och Hensley Henson, biskop av Durham. Förutom det stora antalet aristokratiska gäster var hushålls- och godspersonalen på Douglas-Homes slott Douglas Castle och Hirsel inbjudna. I äktenskapet föddes fyra barn: Caroline, Meriel, Diana och David. Den senare var Homes arvinge, som blev den 15:e earlen av Home 1995. Douglas-Homes maka avled i september 1990.
Douglas-Home avled på Hirsel i oktober 1995 i en ålder av 92 år, fyra månader efter att hans motståndare i parlamentet, Harold Wilson, hade avlidit. Han begravdes på Lennel kyrkogård i Coldstream.

## Eftermäle

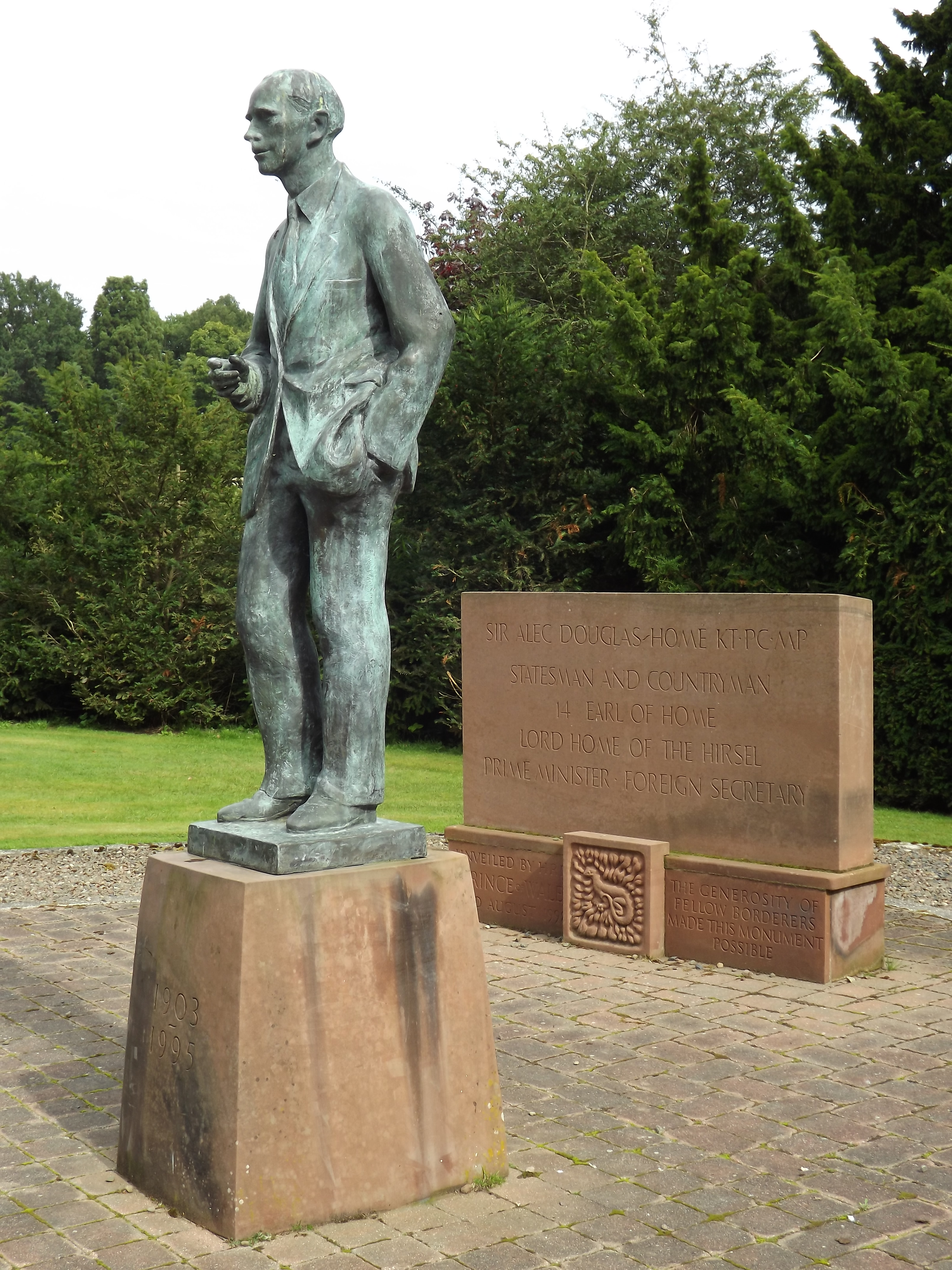
Staty av Douglas-Home på The Hirsel av skulptören professor Bill Scott, avtäckt 1998.

Homes tid som premiärminister blev kort och inte iögonfallande för radikal innovation. Hurd anmärker: "Han var inte kapabel till Macmillans fantasier", men han var en effektiv praktisk politiker. På Commonwealth Relations Office och Foreign Office spelade han en viktig roll i att hjälpa till att hantera Storbritanniens övergång från imperialistisk makt till europeisk partner. Både Thorpe och Hurd citerar en promemoria som Macmillan skrev 1963, avsedd att hjälpa drottningen att välja sin efterträdare:
Lord Home är helt klart en man som representerar den gamla styrande klassen när den är som bäst ... Han är inte ärelysten i den bemärkelsen att han vill smida planer för makt, även om han inte är dum nog att motstå heder när det gäller honom ... Han ger detta intryck genom en egendomlig blandning av stor artighet, och även om han ger efter för påtryckningar, med underliggande stelhet i principfrågor. Det är intressant att han har visat sig vara så omtyckt av män som president Kennedy och Rusk och Gromyko. Det är just denna egenskap som den klass han tillhör har när den är som bäst, eftersom de tänker på den fråga som diskuteras och inte på sig själva.
Douglas Hurd, en gång Homes privatsekreterare och många år senare hans efterträdare (efter sju mellanliggande innehavare av posten) som utrikes- och samväldesminister, skrev följande personliga kommentar: "De tre artigaste män jag kände i politiken var Lord Home, kung Hussein av Jordanien och president Nelson Mandela. Alla tre hade det lätt från födseln i den meningen att de aldrig behövde oroa sig för vilka de själva var och därför hade mer tid att bry sig om andras känslor."
Även om vissa i det konservativa partiet höll med Wilson (och Jo Grimond, den liberale ledaren) om att de konservativa skulle ha vunnit valet 1964 om Butler hade varit premiärminister, observerade The Times, "bör man inte bortse från att Home i oktober 1963 tog över en regering vars moral var krossad och vars ställning i opinionsmätningarna var urusel. Ett år senare vann Labour valet, med en total majoritet på bara fyra platser. Att [Home] återtog så mycket mark på så kort tid var i sig en bedrift." När The Times såg tillbaka på Homes karriär ansåg de att hans rykte inte vilade på hans korta tid som premiärminister, utan på hans två perioder som utrikesminister: "Han förde till kontoret ... hans förmåga att tala klarspråk, att vara tuff mot Sovjetunionen och att vara bestämd (ibland tolkad som brist på sympati) gentemot länderna i Afrika och Asien. Men han förde med sig något annat också: en ovanlig grad av internationell respekt."